# O Lavrador de Café
O Lavrador de Café é uma obra de Cândido Portinari. Atualmente, pertence ao acervo do MASP. É uma pintura a óleo sobre tela, datada de 1934.

## Furto
O quadro, então avaliado em mais de cinco milhões de dólares, foi furtado em 2007, juntamente com a obra O Retrato de Suzanne Bloch de Picasso, e recuperado pela Polícia Civil do Estado de São Paulo, dezenove dias depois. Os quadros estavam na cidade de Ferraz de Vasconcelos, e foram devolvidos ao museu posteriormente.

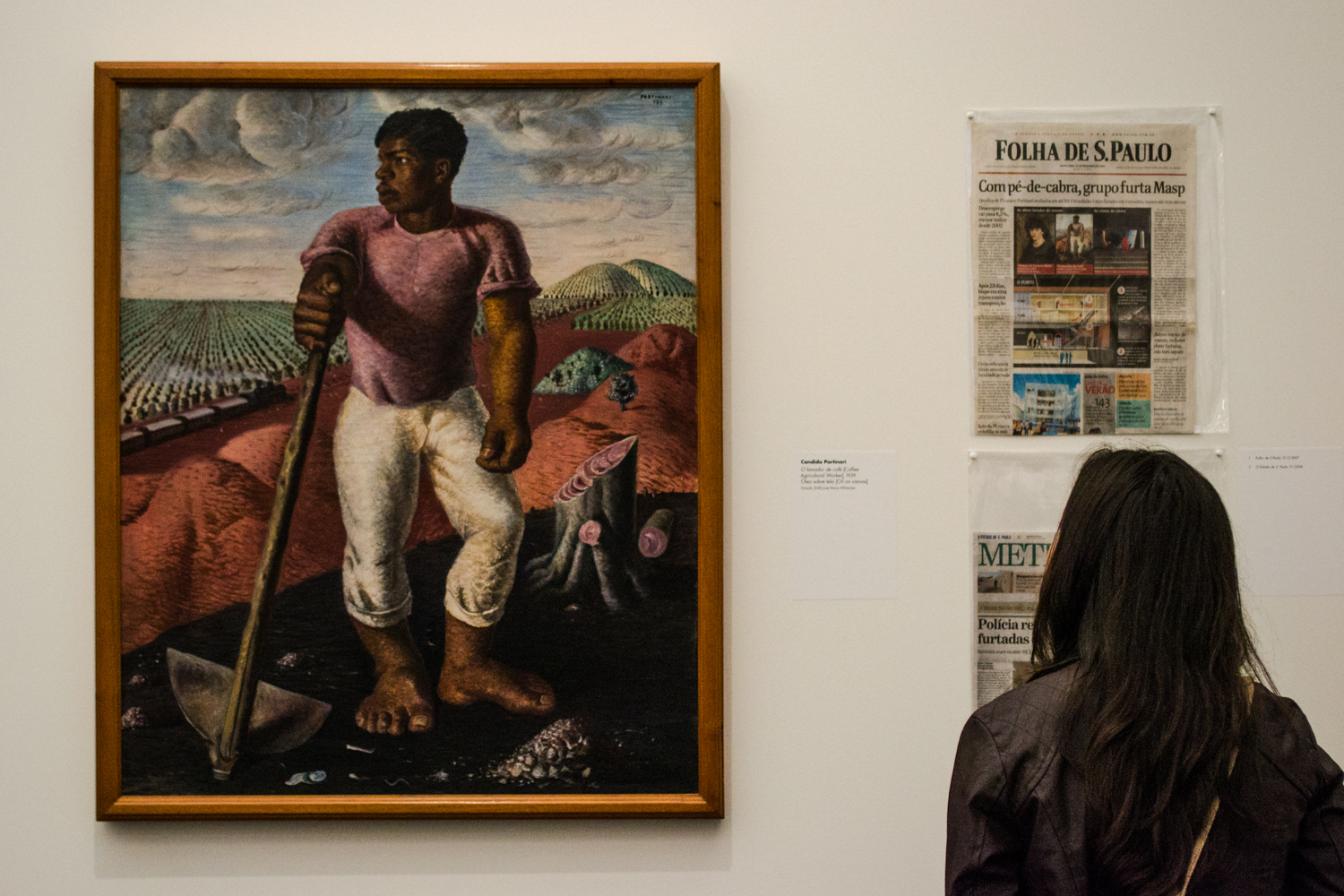
O quadro, exposto no MASP. Ao lado, capa da Folha de S. Paulo noticiando o furto.